# 28-й пехотный полк (Великобритания)
28-й (Североглостерширский) пехотный полк (англ. 28th (North Gloucestershire) Regiment of Foot) — полк линейной пехоты Британской армии, образованный в 1694 году. Участвовал в войнах за испанское и австрийское наследство, Семилетней войне (на североамериканском театре), войне против Тринадцати колоний, французских революционных и Наполеоновских войнах. В 1881 году в ходе военной реформы Хью Чайлдерса был объединён с 61-м (Южноглостерширским) пехотным полком в единый Глостерширский полк.

## История

### Ранние годы
Полк был образован 16 февраля 1694 года в Портсмуте полковником сэром Джоном Гибсоном, который занимал тогда пост лейтенант-губернатора Портсмута, под названием Пехотный полк сэра Джона Гибсона (англ. Sir John Gibson's Regiment of Foot). Свою службу он начал в Ньюфаундленде, охраняя колонию, однако из-за сильных холодов потерял много людей. В 1697 году полк был расформирован, но спустя 5 лет его восстановили, назначив командиром того же Гибсона. Во время войны за испанское наследство полк участвовал в сражениях при Эликсеме в июле 1705 года и при Рамильи в мае 1706 года. Затем он был отправлен в Испанию, где в апреле 1707 года сражался при Альмансе и потерял свыше половины личного состава убитыми. На фоне огромных потерь, понесённых полком, выдвигались предложения о расформировании этого полка и ещё ряда других, однако смерть королевы Анны предотвратила их реализацию. В октябре 1719 года во время войны четверного альянса один батальон полка участвовал во взятии Виго.
Во время войны за австрийское наследство полк воевал во Фландрии. С 1742 года он уже не назывался по имени своего командира, а носил порядковый 28-й номер. 11 мая 1745 года 28-й полк принимал участие в битве при Фонтенуа, находясь во второй линии объединённых сил Британии и её союзников. Также один из батальонов полка принимал участие в неудачном для британцев рейде на Лорьян 20 сентября (1 октября) 1746 года: силы генерала Джеймса Сент-Клера, высадившиеся у города Лорьян, в ходе осады потеряли несколько сотен человек убитыми и ранеными, прежде чем генерал приказал отступить.

### Семилетняя война и Американская революция
Во время Семилетней войны полк служил в Америке, куда в январе 1757 года отправились семь батальонов — в том числе один батальон северных глостерширцев. Четыре сержанта, четыре капрала, пять барабанщиков и 65 рядовых 28-го полка в октябре 1754 года были отправлены из Лимерика в Корк, откуда должны были прибыть в Америку для подготовки к походу британских войск под командованием генерала Эдварда Брэддока. В июне 1758 года 28-й полк участвовал в осаде города Луисбург в составе бригады генерала Чарльза Лоуренса: после взятия города британцами в его гарнизон вошли четыре батальона, в том числе один из 28-го полка.
13 сентября 1759 года тот же полк принимал участие в битве на полях Авраама при Квебеке: значительная часть его личного состава находилась в центре позиций британских войск, за исключением взвода, занимавшего высоты над рекой Святого Лаврентия на правом фланге. В ходе боя силы 28-го полка возглавил лично главнокомандующий британскими войсками Джеймс Вольф, который был смертельно ранен в бою, однако британцы в той битве сумели разбить французов. Также 28-й полк участвовал в сражении при Сен-Фуа 28 апреля 1760 года, в котором британцы под командованием генерала Джеймса Мюррея, пытаясь отбросить готовившихся к осаде Квебека французов, потерпели неудачу. 28-й пехотный полк наряду с 15-м пехотным полком и 78-м полком хайлендеров Фрейзера понёс крупные потери, однако вскоре французы сами вынуждены были снять осаду Квебека. В ходе войны в Северной Америке в составе полка сражалось немало ирландцев-католиков, отличившихся при Квебеке.
В мае 1776 года полк снова был отправлен в Северную Америку воевать против восставших колонистов: в октябре того же года полк участвовал в сражении при Уайт-Плейнсе. Помимо этого, полк отправлялся в экспедицию в Вест-Индию: в 1778 году при его помощи британцы захватили Сент-Люсию, но в 1782 году личный состав полка попал в плен к французам на острове Сент-Китс и был интернирован до конца войны. В 1782 году он был переименован в 28-й (Североглостерширский) пехотный полк в соответствии с проведённой военной реформой, по которой у каждой британской территории должен был присутствовать собственный полк. В 1793 году он отправился во Фландрию для участия в войне против революционной Франции, а в 1795 году снова убыл в Вест-Индию. Часть полка оставалась в Гибралтаре, прежде чем перебраться в 1798 году на остров Менорка.

### Наполеоновские войны

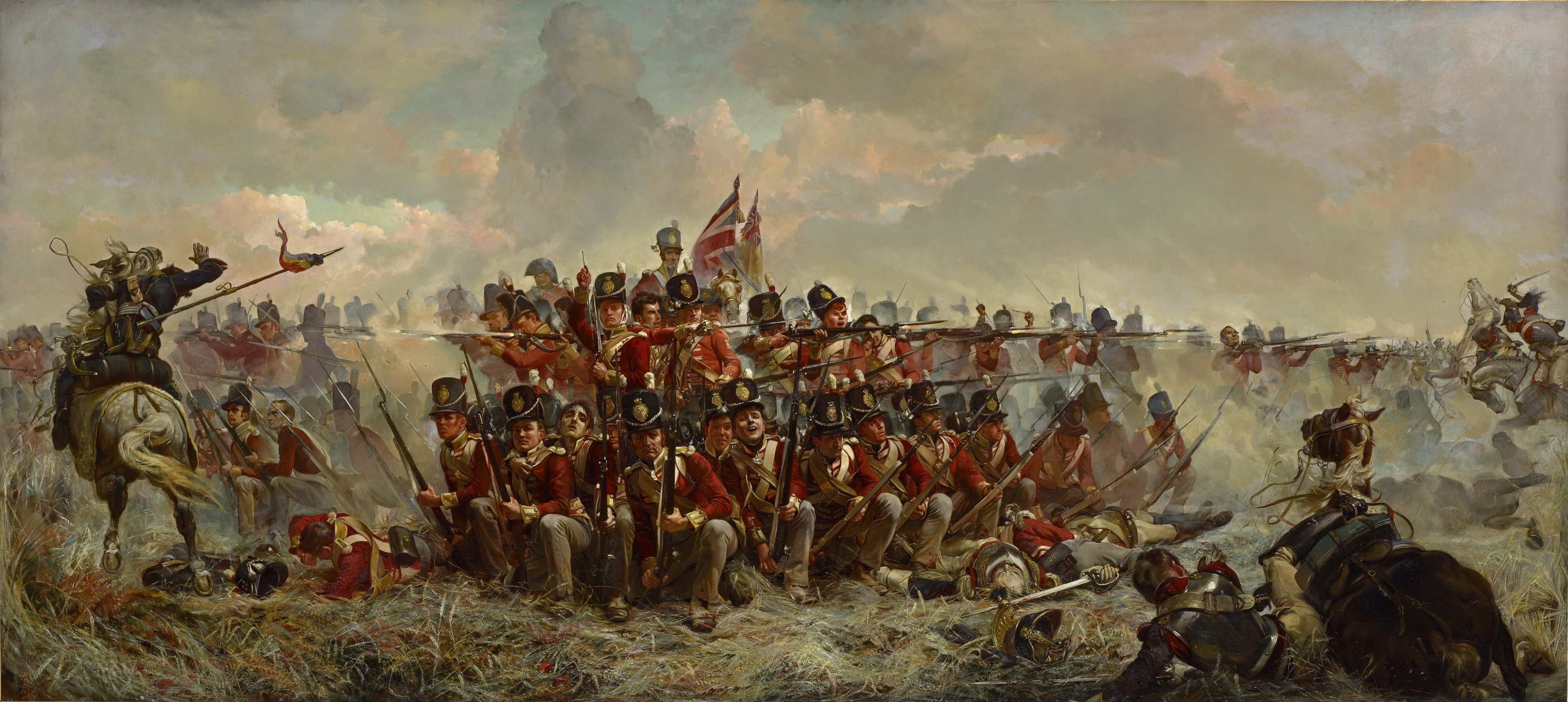
Элизабет Томпсон. «28-й полк при Катр-Бра»

В марте 1801 года 28-й пехотный полк вошёл в состав британских экспедиционных сил, которые прибыли в Египет для отражения наступления Наполеоновской армии. 21 марта в битве при Александрии французская кавалерия прорвалась сквозь британские ряды, оказавшись за спинами бойцов 28-го полка, и приготовилась к атаке. Хотя британцы вынуждены были сдерживать основной натиск спереди, прозвучал приказ «Задняя шеренга 28-го! Кругом!» (англ. Rear Rank, 28th! Right About Face!) Встав спина к спине, солдаты 28-го полка успешно отразили атаку французской кавалерии. После боя солдаты полка стали носить полковую кокарду на форме не только спереди, но и сзади, чтобы увековечить свой подвиг в битве. По некоторым данным, наиболее раннее упоминание подобного знака отличия восходит к 1803 году.
Однако доподлинно неизвестно, как выглядел подобный знак отличия спереди и сзади: за исключением надписи Egypt на полковом знамени, конкретных документов о присвоении 28-му полку каких-либо специальных знаков отличия по этому поводу не сохранилось. Служивший в полку в 1805—1807 годах офицер писал, что полк «заполучил эмблему двойного фронта» (англ. acquired the emblem of the double front). В 1815 году офицер штаба сообщал о выдвижении в направлении Катр-Бра солдат 28-го полка, «у которых номер полка был изображён спереди и сзади на головных уборах как память о Египте» (англ. having their number both in front and rear of their low caps—a memorial of Egypt). В 1830 году появилось первое официальное сообщение о признании заслуг полка в виде письма от Конной гвардии, в котором утверждалось об отсутствии намерений лишить 28-й полк права носить какой-либо почётный знак за службу в Египте и о том, что никто не будет возражать против сохранения за полком памятного знака, который изображался на головных уборах солдат полка. Ещё одним подтверждением наличия подобного знака отличия было письмо, датируемое 1843 годом. Принято считать, что эмблему сзади утвердили де-факто для солдат 28-го полка сразу после битвы при Александрии, но официально разрешили её носить таким образом в 1830 году.
Полк вернулся из Египта в Великобританию на Рождество 1802 года, когда три фрегата «Друид» (англ. Druid), «Уинчелси» (англ. Winchelsea) и «Блонд» (англ. Blonde) с личным составом полка прибыли в гавань Портсмута. По прибытии полк тут же двинулся в Винчестер, а оттуда направился в Хилси. Весной 1803 года полк отправился в Плимут, где был сформирован его 2-й батальон из числа жителей Корнуолла, Девона и Сомерсета. После образования 2-го батальона численность полка выросла до 2 тысяч человек. В конце того же года два батальона отправились в ирландский Фермой, где на их основе была сформирована бригада под командованием бригадного генерала Эдварда Пэджета; командиром 1-го батальона был назначен подполковник Джонсон.
В августе 1807 года во время англо-датской войны 28-й полк принял участие в обстреле Копенгагена, а в июле 1808 года высадился в Португалии, готовясь к боевым действиям против французов. 16 января 1809 года полк сражался при Ла-Корунье, но уже на следующий день вынужден был эвакуироваться и покинуть Пиренейский полуостров. При этом на полуострове остался отряд 28-го полка, который в июле 1809 года сражался при Талавере. Остатки полка летом того же года участвовали в Валхеренской кампании, закончившейся для британцев провалом.
В январе 1810 года полк вернулся на Пиренейский полуостров. Он сражался при Барросе в марте, при Ла-Альбуэра в мае и при Арройо дос Молинос в октябре 1811 года, а также при Витории в июне и при Пиренеях в июле 1813 года. После изгнания французов из Испании полк продолжил их преследование, отметившись участием в битвах при Нивеле в ноябре и при Ниве в декабре 1813 года, а также при Ортезе в феврале и при Тулузе в апреле 1814 года. 28-й Североглостерширский полк стал одним из немногих полков, которые успели повоевать против французов не только во время войн Испании, но и во время «ста дней Наполеона»: в июне 1815 года они сражались при Катр-Бра и при Ватерлоо в составе 8-й бригады под командованием Джеймса Кемпта. За проявленные качества полку была выражена благодарность в виде упоминания в донесениях от имени Артура Уэлсли, герцога Веллингтона.

### Викторианская эпоха
После последней войны против Наполеона 28-й полк в течение 20 лет попеременно нёс службу в Средиземном море, Ирландии и Англии. В частности, в 1819 году части 8-го, 28-го и 30-го пехотных полков под командованием подполковника сэра Фредерика Стовина участвовали в подавлении восстания на Ионических островах. Позже 28-й полк был отправлен в Австралию, где нёс службу в качестве гарнизонного формирования. В 1842—1848 годах он служил в Индии. Во время Крымской войны он участвовал в сражениях на Альме в сентябре 1854 года, при Инкермане в ноябре 1854 года и в осаде Севастополя зимой 1854 года. В 1858—1865 годах он служил в Индии, прежде чем снова отправиться в Средиземноморье. В 1870-е годы в ходе реформ Кардуэлла полки, состоявшие из одного батальона, соединялись в составе одного вербовочного округа: таким образом 28-й полк оказался соединён с 61-м (Южноглостерширским) пехотным полком и приписан к 37-му вербовочному округу, к казармам Хорфилд в Бристоле. В конце своего существования 28-й полк направлялся для службы в Гонконг, Сингапур, Малакке и Пенанге.
1 июля 1881 года в соответствии с положениями военной реформы Хью Чайлдерса 28-й (Североглостерширский) пехотный полк был объединён с 61-м (Южноглостерширским) пехотным полком в единый Глостерширский полк. Архивные материалы 28-го пехотного полка в настоящее время хранятся в Музее Глостерширских солдат (англ. The Soldiers of Gloucestershire Museum). Глостерширский полк сохранил за собой право носить на головных уборах спереди и сзади символы отличия, присвоенные 28-му пехотному полку за битву при Александрии — после объединения полков они уже представляли собой изображение сфинкса с подписью «Egypt».

## Воинские почести
По британским традициям, воинские почести присваиваются тем частям, которые проявили себя в различных боях, и представляют собой нанесение символического названия сражения на штандарт полка. 28-му Североглостерширскому полку были присвоены следующие почести (имена приведены в оригинале):
- Египетская кампания: не присваивалось непосредственно после кампании, но в 1802 году на знамя нанесено изображение сфинкса с подписью Egypt (8 марта — 26 августа 1801). В 1813—1817 годах полку присвоена почести за битву при Мандоре[англ.] (Mandora). К почестям полка отнесены следующие сражения: Aboukir, Roman Camp, Alexandria (21 марта), Cairo[англ.], Alexandria (17 августа — 2 сентября 1801)
- Пиренейские войны (Peninsular War): Corunna, Talavera, Barrosa, Albuhera, Vitoria, Pyrenees, Nivelle, Nive, Orthes, Toulouse, Peninsula
- Наполеоновские войны (Napoleonic Wars): Quatre Bras, Waterloo
- Крымская война (Crimean War): Alma, Inkerman, Sevastopol
- Ramillies, Louisburg, Quebec 1759 (почести присвоены Глостерширскому полку в 1882 году)
- Guadaloupe 1759, Martinique 1762, Havannah, St Lucia 1778 (почести присвоены Глостерширскому полку в 1909 году)

## Командиры
Должности командиров полка занимали в разное время:
- 1694—1697: полковник сэр Джон Гибсон[англ.]
- 1697—1702: полк расформирован
- 1702—1704: полковник сэр Джон Гибсон[англ.]
- 1704—1706: генерал-майор Сэмпсон де Лало
- 1706—1709: бригадный генерал виконт Джон Мордант[англ.]
- 1709—1715: бригадный генерал Эндрюс Виндзор[англ.]
- 1715—1730: генерал-лейтенант Уильям Баррелл[англ.]
- 1730—1734: генерал-майор Николас Прайс
- 1734—1739: генерал-лейтенант Филип Брэгг[англ.]

28-й пехотный полк (с 1751)
- 1759—1773: фельдмаршал Джордж Таунсенд, 1-й маркиз Таунсенд
- 1773—1777: генерал-майор Томас Эрле
- 1777—1787: генерал сэр Чарльз Грей, 1-й граф Грей

28-й (Североглостерширский) пехотный полк (с 1782)
- 1787—1789: генерал-майор Джеймс Патерсон
- 1789—1815: генерал Роберт Прескотт[англ.]
- 1815—1849: генерал достопочтенный сэр Эдвард Пэджет
- 1849—1854: генерал-лейтенант Джон Даффи
- 1854—1878: генерал сэр Генри Джон Уильям Бентинк[англ.][48]
- 1878—1880: генерал Томас Брук
- 1880—1881: генерал Джулиус Эдмунд Гудвин